# 국립공주대학교 사범대학 부설특수학교
국립공주대학교 사범대학 부설특수학교는 충청남도 공주시에 있는 국립공주대학교 사범대학 산하의 특수학교이다. 국립공주대학교 옥룡캠퍼스 내에 있으며, 고등학교 과정이 설치되어 있다.

## 학교 연혁
- 2024년 9월 1일 : 개교